# Штрайф

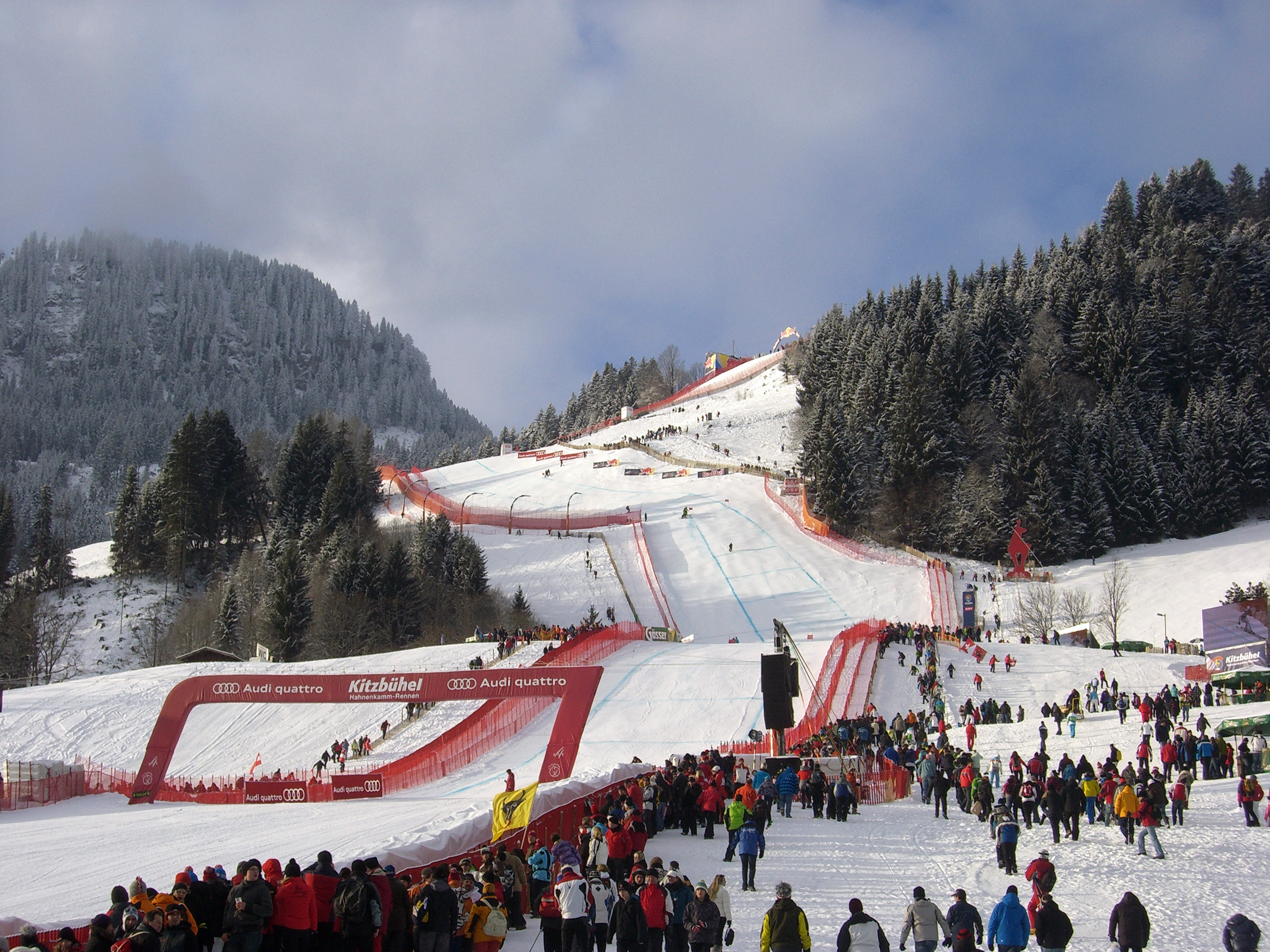
Зовнішній вигляд траси

Штрайф — (нім. Streif) гірськолижна траса в Кіцбюелі, Австрія. Вона щорічно, з 1931 року, приймає етап кубку світу в дисципліні «супер-гігантський слалом», спуск, слалом і «чоловіча комбінація». Спуск відомий як найважчий і небезпечний маршрут на чемпіонату світу. 
Траса має нахил 27 %, а деінде сягає 85 %. Найдовші із стрибків на цій трасі називаються «мишачі нори», де лижники можуть пролетіти до 60 м в повітрі. В 1970 році були випадки, коли спортсмен міг подолати до 80 метрів в повітрі. 
Перший переможець 1931-го року Фердил Фрийденбахер з часом 4:34,2 хвилини, а рекорд на трасі поставлено австрійцем Фріцем Шроблем, коли він подолав відстань за 1:51,08 хвилини у 1997 р.

## Призовий фонд
Сумарний призовий фонд за чотири змагання у 2009 році (супер-гігантський слалом, спуск, слалом і комбінація) становив 550 000 євро. Переможці в спусках і слаломі євро, у супер-гігантському слаломі – 50 тис., а в комбінації — 40 тис. євро. Таблиця показує призовий фонд 2009 року.
| Місце   | супер-Г | спуск  | слалом | комбінація | загалом |
| ------- | ------- | ------ | ------ | ---------- | ------- |
| 1.      | 50000   | 70000  | 70000  | 40000      | 230000  |
| 2.      | 23000   | 33000  | 33000  | 17500      | 106500  |
| 3.      | 11000   | 16000  | 16000  | 7500       | 50500   |
| 4.      | 8000    | 9600   | 9600   | 3000       | 30200   |
| 5.      | 5000    | 6300   | 6300   | 2000       | 19600   |
| 6.      | 4000    | 5000   | 5000   | 0          | 14000   |
| 7.      | 3000    | 4000   | 4000   | 0          | 11000   |
| 8.      | 2400    | 3300   | 3300   | 0          | 9000    |
| 9.      | 2000    | 2700   | 2700   | 0          | 7400    |
| 10.     | 1800    | 2400   | 2400   | 0          | 6600    |
| 27.     | 650     | 750    | 750    | 0          | 2150    |
| 28.     | 600     | 700    | 700    | 0          | 2000    |
| 29.     | 550     | 650    | 650    | 0          | 1850    |
| 30.     | 500     | 600    | 600    | 0          | 1700    |
| Загалом | 130000  | 175000 | 175000 | 70000      | 550000  |